# Reichsbund deutscher Kürschner
Der Reichsbund deutscher Kürschner e. V., verschiedentlich auch Reichsbund der Deutschen Kürschner e. V., wurde 1882 (1880?) mit Sitz in Leipzig gegründet. Die Dachvereinigung selbständiger Kürschner umfasste zu der Zeit 14 Bezirksverbände mit Mitgliedsbetrieben des Kürschnerhandwerks. Die Geschäftsstelle befand sich in Leipzig. Der Bezirksverband Berlin und Brandenburg e. V. unterhielt eine Geschäftsstelle in Berlin-Schöneberg, Goltzsstraße 41.
Nach seinem Selbstverständnis vertrat der Reichsbund die Interessen seiner Mitglieder in fachlicher, gewerblicher, sozialer und jeder anderen wirtschaftlichen Hinsicht. Auch nahm er die Interessen der Kürschner als Arbeitgeber wahr.

## Historie

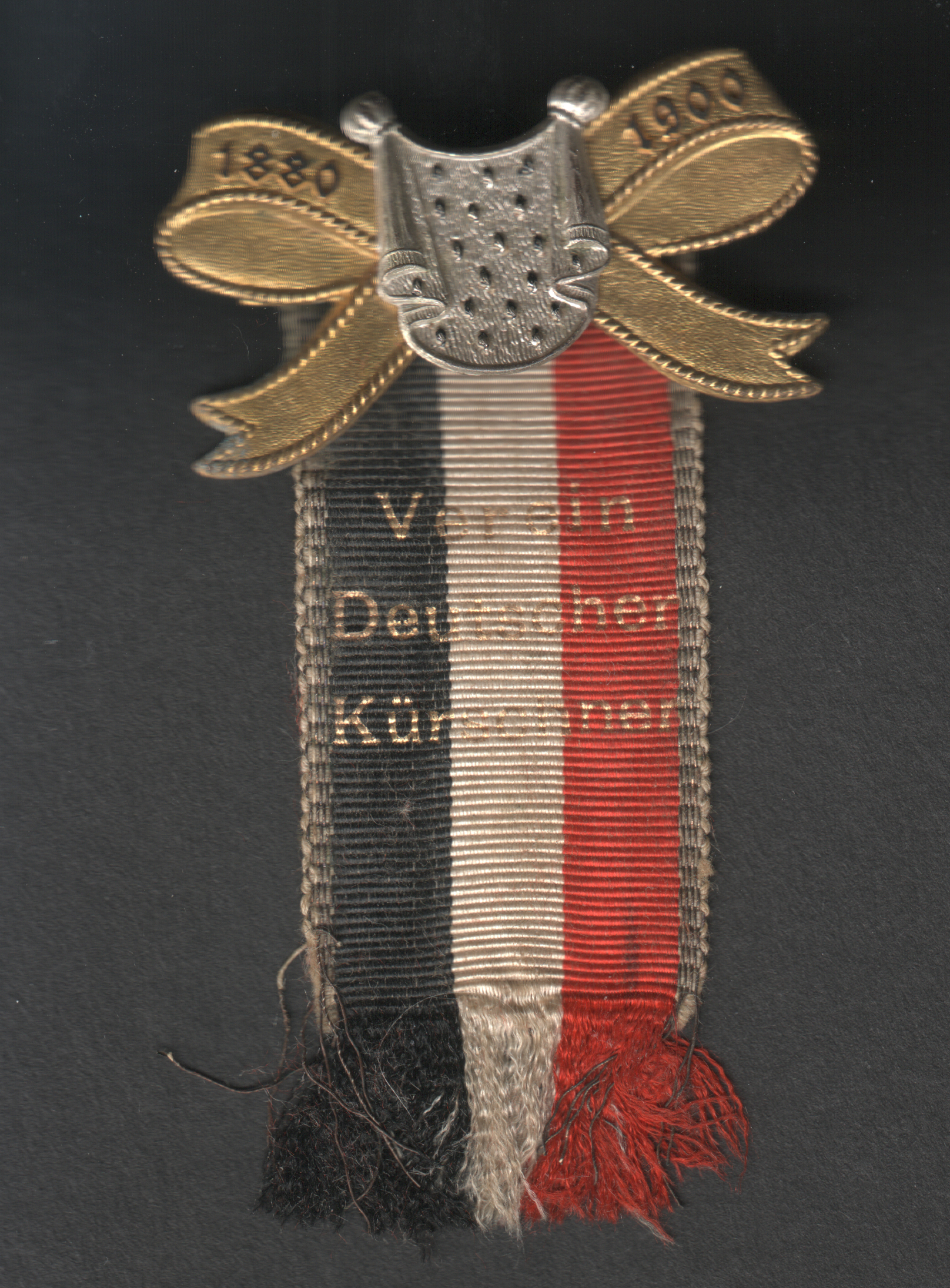
Anstecknadel des Vereins deutscher Kürschner (1900)
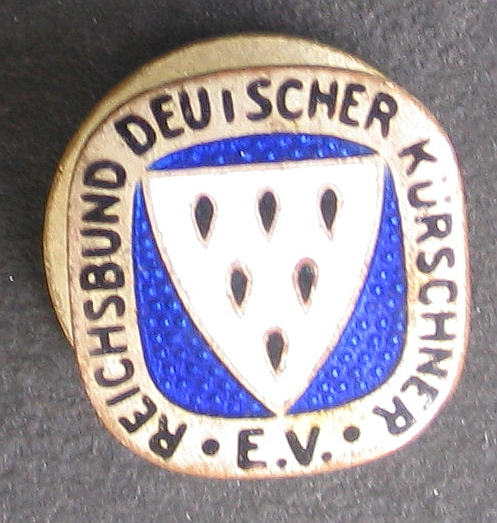
Ansteckknopf des Reichsbundes deutscher Kürschner e. V.

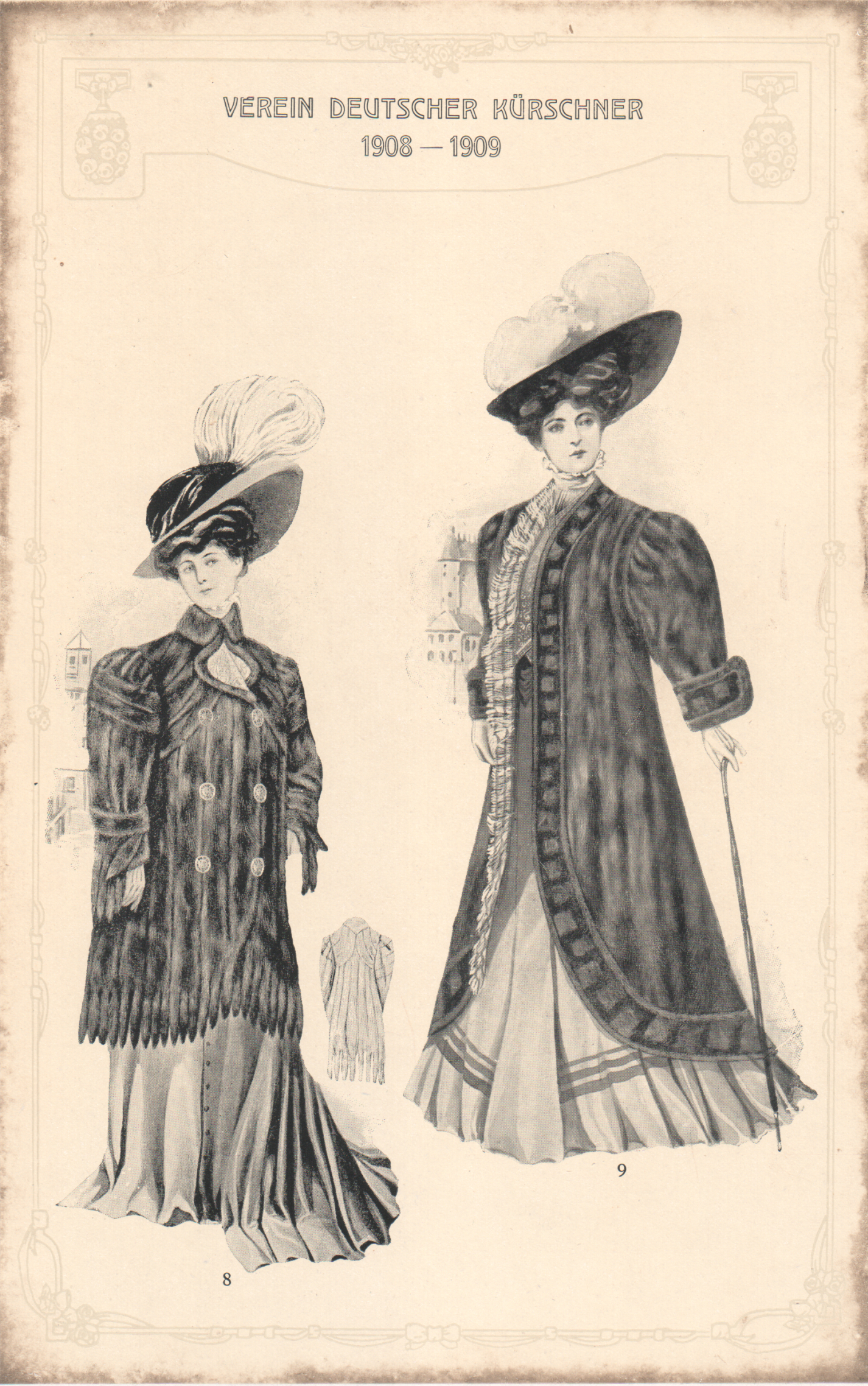
„Pelzmoden 1908-1909 - gewählt vom Verein deutscher Kürschner“

Im Jahr 1835 hatten sich bereits einzelne, die Leipziger Messe besuchende, Händler und Kürschner zu einem Verein der Kürschner und Pelzhändler, genannt „von der Couleur“ zu einem regelmäßigen Treffen in der „Funkenburg“ zusammengefunden. Die Vereinigung diente jedoch in der Hauptsache der Pflege von Freundschaften und der Geselligkeit, weniger den geschäftlichen Interessen, auch wenn vier Zeilen eines Vereinsgedichts letztgenannte an die erste Stelle setzen: „Rauhhändler, Kürschner kommt herbei, Denkt, daß hier Eure Börse sei, Erst ernsthaft vom Handel und Wandel zu sprechen, Dann lustig den Flaschen die Hälse zu brechen […]“.
Der Vorgänger des Reichsbundes und auch erster Pelzverband für ganz Deutschland war der am 8. April 1880 gegründete Verein deutscher Kürschner, der 1922 im Reichsbund der deutschen Kürschner e. V. aufging. Der Vorsitzende des ersten Vereins war Friedrich Erler, sein Nachfolger der Leipziger Obermeister und Stadtrat (ab 1882) Hermann Pfeiffer (* 1817; † 1912)., der den Verein fast 30 Jahre leitete. Ihm folgten Riccius, München und dann Oskar Wenke (* 1860). Die Umgründung war mit einer wesentlichen Veränderung der Organisation verbunden, durch die Bildung von 14 Bezirksverbänden mit selbständiger Kassenführung fand eine Dezentralisierung der Leitung statt.
Der ursprüngliche Verband entstand auf Anregung des Leipziger Rauchwarenhandels. Laut Satzung war sein Zweck, die gemeinsamen Interessen des deutschen Kürschnerhandwerks und seiner Angehörigen zu wahren und zu fördern. Man wollte jedoch auch versuchen, sich von dem dominierenden Einfluss unabhängig zu machen, den Paris auf die Mode feiner Pelzartikel nicht nur in Deutschland, sondern in ganz Europa und in Amerika ausübte. Auch wollte man geschlossen der übermächtigen Konkurrenz der Konfektion, insbesondere der Berlins, entgegentreten.
Seit 1881 veranstaltete der Verein deutscher Kürschner jedes Jahr in der ersten Woche der Leipziger Rauchwaren-Ostermesse eine „Neuheiten-Ausstellung“, als Verkaufsausstellung für Pelzbekleidung, Kürschnerbedarfsartikel, Hüte, Mützen und anderes. Seit 1921 wurde alljährlich eine „Deutsche Pelzmodenschau“ durchgeführt, „sie war die Attraktion der Leipziger Ostermesse“. Eine Zeichnung von Lotte Wittig für die Leipziger „Illustrierte Zeitung“ zeigt die Pelzmodenwahl 1920/21 in einem Raum des Zoologischen Garten zu Leipzig. Neben den Vorführdamen mit ihren Pelzen und den Herren der Jury sind im Vordergrund aufgereihte Hutmodelle zu sehen.
Ihre Fortsetzung fanden diese Veranstaltungen bis in die Zeit nach dem Zweiten Weltkrieg, mit der Pelzmesse in Frankfurt am Main, mit Pelzmodellwettbewerben in der DDR und dem bis heute stattfindenden jährlichen Modellwettbewerb des Kürschnerhandwerks. Deren Ergebnisse wurden in der Regel nur branchenintern vorgeführt, wie schon die meisten der Vorkriegswettbewerbe. Die letzte, 60. Frankfurter Messe fand als „Fur & Fashion“ im Frühjahr 2008 statt.
Als es Anfang des 20. Jahrhunderts in größerem Umfang zur Bildung von Arbeitgeberverbänden kam, entstanden im Jahr 1904 auch eine Anzahl von Arbeitgeberverbänden der Kürschner. Zur Ostermesse 1904 wurden sie zu einem Zentralverband zusammengeschlossen. Zu den Gründern gehörten insbesondere Herbst-Braunschweig, der Vater eines späteren Reichsbund-Vorsitzenden, außerdem Oskar Kirsten, Curt Quedenfeld und der Vorsitzende Oskar Wenke. Diese beiden Organisationen bestanden bis zum Jahr 1921 nebeneinander, Kürschnerehrenobermeister Oskar Wenke war zuletzt Vorsitzender beider Verbände (von 1919 bis 1925 im Verein deutscher Kürschner). Wenke war Inhaber der Firma Carl Hülsse. Seine freie Zeit widmete er anschließend dem neugegründeten Reichsbund. Er erwarb sich sowohl um die Messeveranstaltungen wie um das Handwerk allgemein große Verdienste. Philipp Manes, der von den Nationalsozialisten ermordete Publizist der Pelzbranche, meinte, Wenke wäre vielleicht Nachfolger des Vorsitzenden des Vorgängervereins, Hermann Pfeiffer, geworden, wenn er nicht mit einer ständig zunehmenden Schwerhörigkeit zu kämpfen gehabt hätte.
Im Jahr 1926 schloss sich der Reichsbund der Kürschner mit einigen anderen Organisationen der Pelzbranche unter dem Dachverband Argem, Arbeitsgemeinschaft der deutschen Rauch- und Pelzwarenverbände Sitz Leipzig zusammen. Anfang 1930 wurde die Argem in Adepe, Arbeitsgemeinschaft der deutschen Pelzwirtschaft Sitz Leipzig umgegründet. Der Zweck dieser Spitzenorganisation der deutschen Rauchwarenverbände war die „Wahrung und Förderung aller über die besonderen Angelegenheiten der einzelnen Fachverbände hinausgehenden gemeinschaftlichen Interessen der Pelzwirtschaft“. Ferner sollte die Verbindung mit den Pelzverbänden des Auslandes aufgenommen, gefördert und gepflegt werden.
War Frankreich auch für die Pelzbranche führend in der Weltmode, so waren die USA Vorreiter in der Rationalisierung der Kürschnerei. Während in Europa heute noch die meisten Kürschner den gesamten Herstellungsprozess von Pelzprodukten erlernen – vor allem die Pelznäher aus dem griechischen Pelzzentrum Kastoria einmal ausgenommen – waren in den USA bereits Anfang des 20. Jahrhunderts in größeren Betrieben die unterschiedlichen Arbeitsgänge auf darauf spezialisierte Arbeitskräfte verteilt. Im Frühjahr 1925 reiste eine Anzahl deutscher Kürschner unter Leitung des Berliner Pelzverbands als Studienkommission nach New York, um die Arbeits- und Verkaufsmethoden an Ort und Stelle zu studieren.
Nach dem Ersten Weltkrieg sah man in der Pelzbranche das erste Treffen zwischen französischen und deutschen Fachleuten als „für die deutsche und französische Pelzbranche von historischer Bedeutung“ an. Man traf sich am 12. Mai 1929 zur Begrüßung im Haus der Fédération de la Fourrure in der Pariser Rue Montesquieu, bevor das eigentliche Programm mit Besichtigung führender französischer Pelzfirmen begann. Da der Vorsitzende des Reichsbunds deutscher Kürschner, Stadtrat Richard Herbst, verhindert war, hielt der Berliner Kürschnermeister Adolf Doll die Dankesrede für die Einladung. Sein Berliner Kollege Paul Larisch dankte anschließend noch einmal in französischer Sprache.
Ende 1929 umfasste der Verein etwa 2400 Einzelmitglieder, davon waren 215 in Leipzig ansässig. Die Deutsche Kürschnerschule in Leipzig wurde 1928 durch den Reichsbund der Kürschner gegründet. Im Jahr 1930 fand in Leipzig mit der Internationalen Pelzfach-Ausstellung – IFA die wohl größte und bedeutendste Selbstdarstellung der Pelzbranche statt. Mitglied im erweiterten Vorstand war als Vertretung für den Reichsbund der Kürschner deren Vorsitzender Richard Herbst. Er vertrat, neben Johannes Stoye, den Reichsbund auch beim gleichzeitigen Weltpelzkongress.
Im Jahr 1931 wurde Adolf Doll zum Vorsitzenden gewählt. Die Firma Adolf Doll A.-G. (1930) bzw. Adolf Doll & Söhne gehörte in der Pelzmodellkonfektion zu den führenden Firmen mit einem bemerkenswert hohem Exportanteil.
Richard Herbst, Stadtrat in Braunschweig, war viele Jahre erster Vorsitzender des Reichsbundes der Deutschen Kürschner. Philipp Manes schrieb über seine Arbeit im Reichsbund: „Ein Mann, der sein schwieriges und schweres Amt mit heissem Bemühen anfasste, sich ihm mit grossem Ernst und nie versagender Eingabe widmete. Die 13 Bezirksverbände unter einen Hut zu bringen, die so verschieden gearteten Männer der deutschen Gaue für ein gemeinsames Handeln zu gewinnen, ist ihm nur selten gelungen. Jeder Bezirksverband wollte die eigenen Belange gewahrt wissen und wachte eifersüchtig über seinen Separatsrechten. Deshalb kam man nie zu weitreichenden, fruchtbaren Entschlüssen, und jede Aktion, grosszügig geplant, verlief im Sande. […] Richard Herbst litt als Vorsitzender des grossen Verbandes darunter, dass sein Wohnsitz nicht in Berlin war. Es fehlte ihm der befruchtende Quell, und er blieb in Braunschweig zur Untätigkeit verurteilt. Doch sein Wollen war immer rein, und er hat ehrlich versucht, aus dem schwerfälligen Reichsbund eine aktionsfähige und vorwärtswollende Körperschaft zu formen. Es gelang ihm ebenso wenig wie seinem Nachfolger im Amte Adolf Doll.“
Im Jahr 1933 wurde nach der Regierungsübernahme durch die Nationalsozialisten der Reichsbund gleichgeschaltet, die Leitung ging von Adolf Doll und Arnold Bisegger an das Reichstagsmitglied Adolf Heincke, Lüneburg, über. Im selben Jahr wurde auch der Reichsbund der Kürschner und Mützenmacher Deutschlands gleichgeschaltet, sein Begründer und Vorsitzender Adolf Feldmann legte sein Amt nieder. Philipp Manes stellte 1941 fest, dass damit auch die ehemals großen Ziele der Pelzbranche zu Ende gingen: „Auch das feste Gefüge des Reichsbundes blieb nicht unerschüttert - es machten sich Widerstände bemerkbar, es kam zu Loslösungen - Separatisten traten auf. Zum ersten Male in der Geschichte des Reichsbundes ging man zur Ostermesse 1933 nicht einig und geschlossen auseinander.“

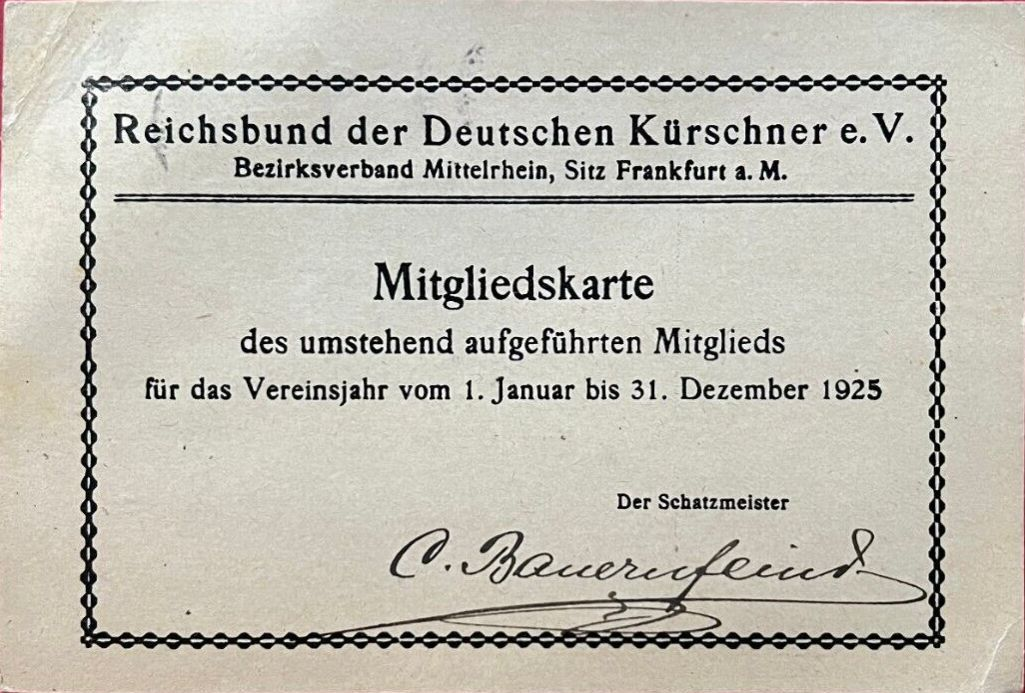
Mitgliedskarte „Reichsbund der Deutschen Kürschner e. V.“, Bezirksverband Mittelrhein (1925)

## Weitere Verbände der Pelzbranche jener Zeit
Philipp Manes führte 1941 neben dem Reichsbund Deutscher Kürschner folgende deutsche Vereinigungen der Pelzbranche auf:
- Verband Deutscher Rauchwaren Zurichtereien und Färbereien – Leipzig, gegründet 1899
- Vereinigung Deutscher Pelzwaren-Fabrikanten – Leipzig, gegründet 1919
- Verband Berliner Rauchwarenfirmen – Berlin, gegründet 1920
- Vereinigung Deutscher Schweiffabrikanten – Leipzig, gegründet 1921.[19]

Alle diese Verbände hatten sich im Jahr 1926 in der „Argem“, der Arbeitsgemeinschaft der deutschen Rauch- und Pelzwarenverbände, Sitz Leipzig zusammengeschlossen. Anfang 1930 wurde die Argem in die „Adepe“, Arbeitsgemeinschaft der deutschen Pelzwirtschaft Sitz Leipzig, umgegründet. Ihr Zweck war „die Wahrung und Förderung aller über die besonderen Angelegenheiten der einzelnen Fachverbände hinausgehenden gemeinschaftlichen Interessen der Pelzwirtschaft“, außerdem die Aufnahme und Pflege von Kontakten zu Pelzfachverbänden des Auslands.
Neben den Adepe-Verbänden bestanden 1930 noch folgende:
- Reichsverband selbständiger Kürschner und Mützenmacher Deutschlands Sitz Berlin e. V., gegründet 1905. Er organisierte hauptsächlich die Zwischenmeister der Kürschnerei und hatte zu der Zeit etwa 1200 Mitglieder.
- Arbeitgeberverband Berliner Pelzfabrikanten e. V., gegründet 1924, zu der Zeit etwa 45 Mitglieder.
- Verband der Rauchwaren-Firmen für Rheinland und Westfalen e. V. Sitz Köln, gegründet 1922, zu der Zeit 12 Mitglieder.
- Reichsverband des Vereinigten deutschen Häute- und Fellhandels „Hufa“ e. V. Berlin, gegründet 1915, zu der Zeit 283 Mitglieder. Dieser Reichsverband organisierte den mit dem Rauchwarenhandel eng verbundenen Häute- und Fellhandel (im Lederhandel nennt man die Häute einiger Jungtierarten Fell).[10][6]

Wesentliche Arbeitnehmerorganisationen der Pelzbranche waren 1930:
- Arbeitnehmerzentralverband deutscher Kürschner; Rechtsnachfolger wurde im Jahr 1922 der Reichsbund deutscher Kürschner e. V. Leipzig.[20]
- Verein der Angestellten der Rauchwarenbranche für Leipzig und Umgebung e. V., gegründet 1923, im Jahr 1930 etwa 240 Mitglieder
- Von den Rauchwarenhandelsarbeitern (sogenannte „Markthelfer“) waren etwa 600 im Jahr 1930 im Gesamtverband der Arbeitnehmer der öffentlichen Betriebe und des Personen- und Warenverkehrs, Sitz Berlin, organisiert
- Etwa 12.000 Arbeitnehmer der Pelzwarenbranche (Zurichter, Färber, Kürschner usw.) waren Mitglieder im Deutschen Bekleidungsarbeiterverband, Sitz Berlin.[10][6]

## Namen, Fakten
Im März 1925 bestand der Vorstand des Vereins deutscher Kürschner aus fünf Mitgliedern. Erster Vorsitzender war Stadtrat Richard Herbst, Braunschweig; zweiter stellvertretender Vorsitzender A. Bisegger-Kühn, Düsseldorf. Beisitzer waren Adolf Doll, Berlin und Carl Ficus (Firma Carl Kovatschek G. m. b. H., Frankfurt am Main). Im Haupt-Ausschuss waren außerdem Arnold Bissinger, Düsseldorf und Curt Quedenfeld (Firma Max Erler); Ehrenvorsitzender war Oskar Wenke.
Oberstes Organ war die Hauptversammlung, bestehend aus dem Vorstand und den von den Bezirksverbänden zu wählenden Abgeordneten, je 25 für eine Stimme.
Der Verein setzte sich 1925 aus 14 selbständig organisierten Bezirksverbänden zusammen, mit jeweils eigener Satzung, eigenem Ausschuss und Vorsitzendem:
- 1. Bezirksverband Niedersachsen, Otto Kracke, Hannover
- 2. Bezirksverband Niedersachsen, Curt Menzel, Breslau
- 3. Bezirksverband Berlin und Brandenburg, Adolf Doll, Berlin
- 4. Bezirksverband Ostsachsen, Johannes Klette, Dresden
- 5. Bezirksverband Rheinland-Westfalen, A. Bisegger-Kühn, Düsseldorf
- 6. Bezirksverband Mittelrhein, C. Ficus, Frankfurt am Main
- 7. Bezirksverband Nordwestdeutschland, Carl Steinicke, Altona
- 8. Bezirksverband Südwestdeutschland, Carl Schwenzke, Mannheim
- 9. Bezirksverband Ost- und Westpreußen, Obermeister Robert Stein, Königsberg
- 10. Bezirksverband Westsachsen und Thüringen, Kurt Quedenfeld, Leipzig
- 11. Bezirksverband Provinz Sachsen, Max Kuntze, Magdeburg
- 12. Bezirksverband Bayern, Obermeister Anton Dirnagl, München
- 13. Bezirksverband Pommern, Georg Gelien, Stettin
- 14. Bezirksverband Württemberg und Hohenzollern, Erhard Klumpp, Stuttgart.[4]